# FSTL3
FSTL3‏ (Follistatin like 3) هوَ بروتين يُشَفر بواسطة جين FSTL3 في الإنسان.